# Odontaster
Odontaster è un genere di stelle marine. La specie tipo è Odontaster hispidus.

## Specie
Le seguenti specie sono elencate nel registro mondiale delle specie marine:
- Odontaster aucklandensis McKnight, 1973
- Odontaster australis H.L.Clark, 1926
- Odontaster benhami Mortensen, 1925
- Odontaster crassus Fisher, 1905
- Odontaster hispidus Verrill, 1880
- Odontaster mediterraneus Marenzeller, 1893
- Odontaster meridionalis E.A. Smith, 1876
- Odontaster pearsei Janosik & Halanych, 2010
- Odontaster penicillatus Philippi, 1870
- Odontaster robustus Verrill, 1899
- Odontaster rosagemmae McKnight, 2001
- Odontaster roseus Janosik & Halanych, 2010
- Odontaster setosus Verrill, 1899
- Odontaster validus Koehler, 1906